# Sídliště (archeologie)

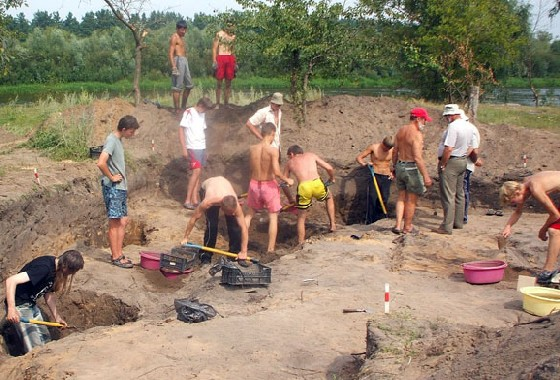
Obrázek z archeologického sídliště

Sídliště je obecně název používaný pro místo dlouhodobě obývané lidmi. V archeologii se tak označují již zaniklé lidské osady. Jsou-li opevněné, nazývají se hradiště nebo oppida.
Jde o místo na povrchu země, které v minulosti sloužilo pobytu lidské komunity, a nese tedy pozůstatky sídlení, tj. nálezy nemovité (objekty, archeologické situace) i movité (většinou fragmenty různých předmětů); tedy o pozůstatek osady, tvořené obydlími i objekty jiných funkcí, povrchovými i zahloubenými (chaty či domy, jámy, ohniště, pece, cisterny atd.). Nadpovrchové konstrukce z organických materiálů vesměs zanikly a jsou v naprosté většině dokumentovány zahloubenými (negativními) objekty – jámami, jamkami po kůlech a tyčích, základovými žlaby aj. Podle vztahu k terénu lze v zásadě rozlišit sídliště chráněná (jeskyně, převisy) a otevřená (ve volném terénu). Sídliště prvního typu jsou příznačná pro období paleolitu, pro mladší období hrají podstatnou roli sídliště otevřená, a to jak nížinná, tak výšinná, resp. hrazená.
Poloha nížinných sídlišť je podmíněna především přírodními podmínkami. Obecně je pravěké osídlení v našich zemích vázáno na úrodné půdy v úvalech velkých řek. Pro vybudování sídliště byly vybírány polohy na svazích obrácených k jihu (eventuálně k jihozápadu či jihovýchodu), poblíž vodního toku či vodního zdroje, avšak mimo inundační (záplavovou) oblast. Především větší plošné odkryvy sídlišť umožňují poznání jejich uspořádání. Sídliště tvořilo seskupení obytných a hospodářských stavení či objektů – obydlí (především zahloubené chaty zemnice, polozemnice, ale i povrchové stavby), zásobní jámy, hliníky (jámy, z nich byla těžena hlína na stavbu domů, výrobu keramiky apod.), odpadní jámy, ohniště, pece aj. Pro různá období nebo kultury jsou typické jak různé typy nejen vlastních obydlí, ale i hospodářských (zásobní jámy) nebo doprovodných (hliníky) objektů, tak i různé typy sídel, jejich umístění v terénu, způsoby urbanistického řešení i velikost.